# Manoir de Gorki Leninskie
Le manoir de Gorki Leninskie est un manoir du XVIIIe siècle, qui fut notamment le lieu où Vladimir Ilitch Lénine passa les dernières années de sa vie et mourut en 1924. Il est situé dans la commune urbaine du même nom, dans l'oblast de Moscou, en Russie. Depuis 1949, le manoir est un musée consacré à Lénine.

## Géographie
Le domaine se trouve à 10 km du MKAD en direction de la route de Kachira (Kachirskoïe chosse) et à partir de la station de métro Domodiedovskaïa, sur la ligne d'autobus no 439 (12 km). Le musée est ouvert de 10 h à 17 h, sauf le mardi et le dernier lundi du mois.

## Historique

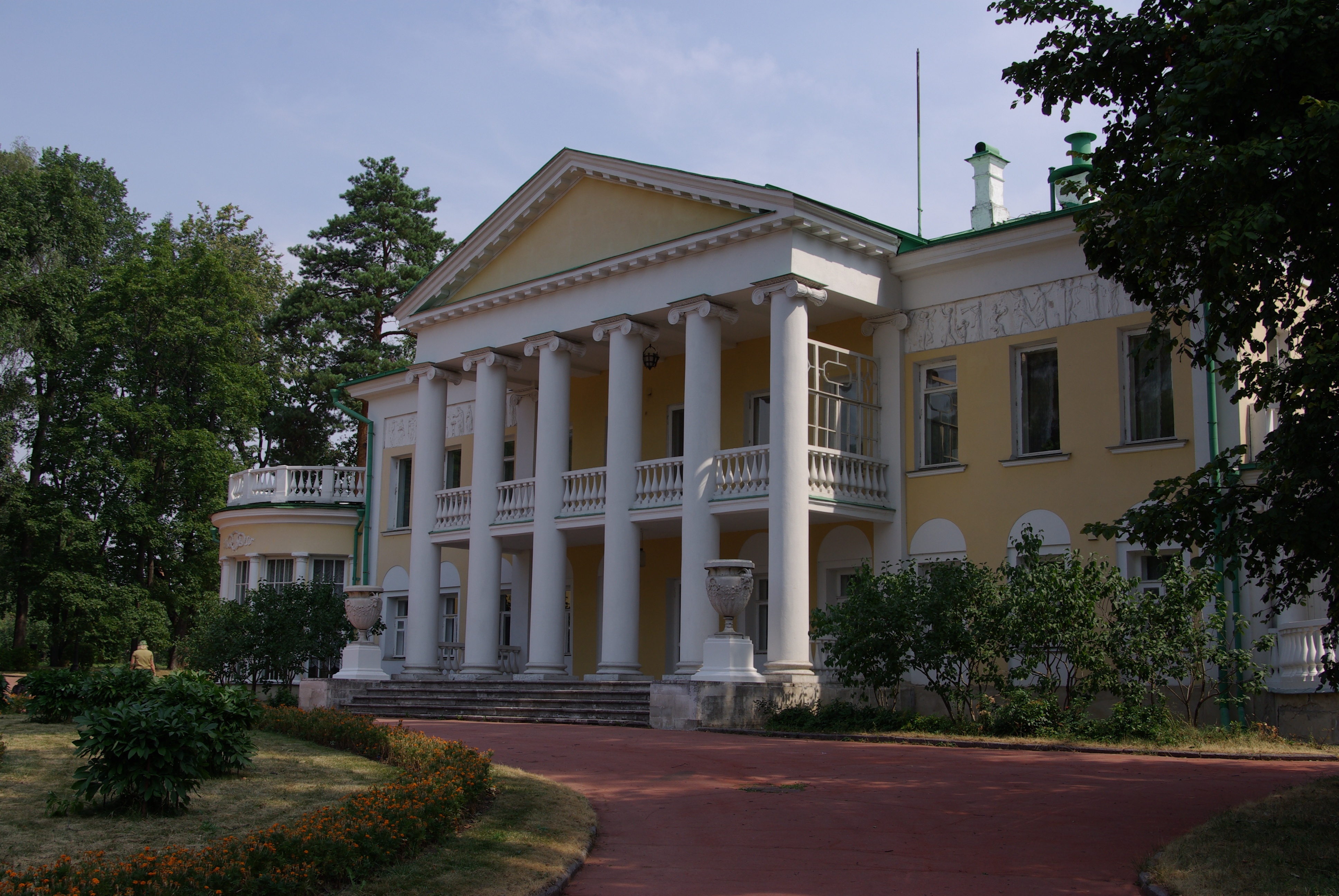
Entrée du manoir.

Un premier manoir de briques avec dépendances est construit par M. A. Spassitelevoï dans le dernier quart du XVIIIe siècle avec un parc régulier dominant la rivière Tourovka et reconstruit à peu près sous sa forme actuelle quelques années plus tard par le prince Dourassov. Le château est de style néoclassique avec un portique hexastyle ionique supportant un fronton à la grecque recouvrant une terrasse en balcon. Deux bâtiments annexes séparés du logis seigneurial se trouvent de chaque côté perpendiculairement, du côté du parc et de l'étang. Celui de droite servait d'écuries, de remise et de grange, celui de gauche d'orangerie. Le château lui-même est au bout d'une allée longue d'un kilomètre. Un long bâtiment de ferme construit en 1913 par Fiodor Kolbe, avec une petite tour cylindrique (pour surveiller les terres au loin en cas d'incendie), se trouve derrière les écuries. Deux allées de biais partant du château descendent le parc vers une gloriette en forme de rotonde au bout de chacune. Le parc est ombragé de grands arbres parfois tricentenaires, chênes, tilleuls et pins...

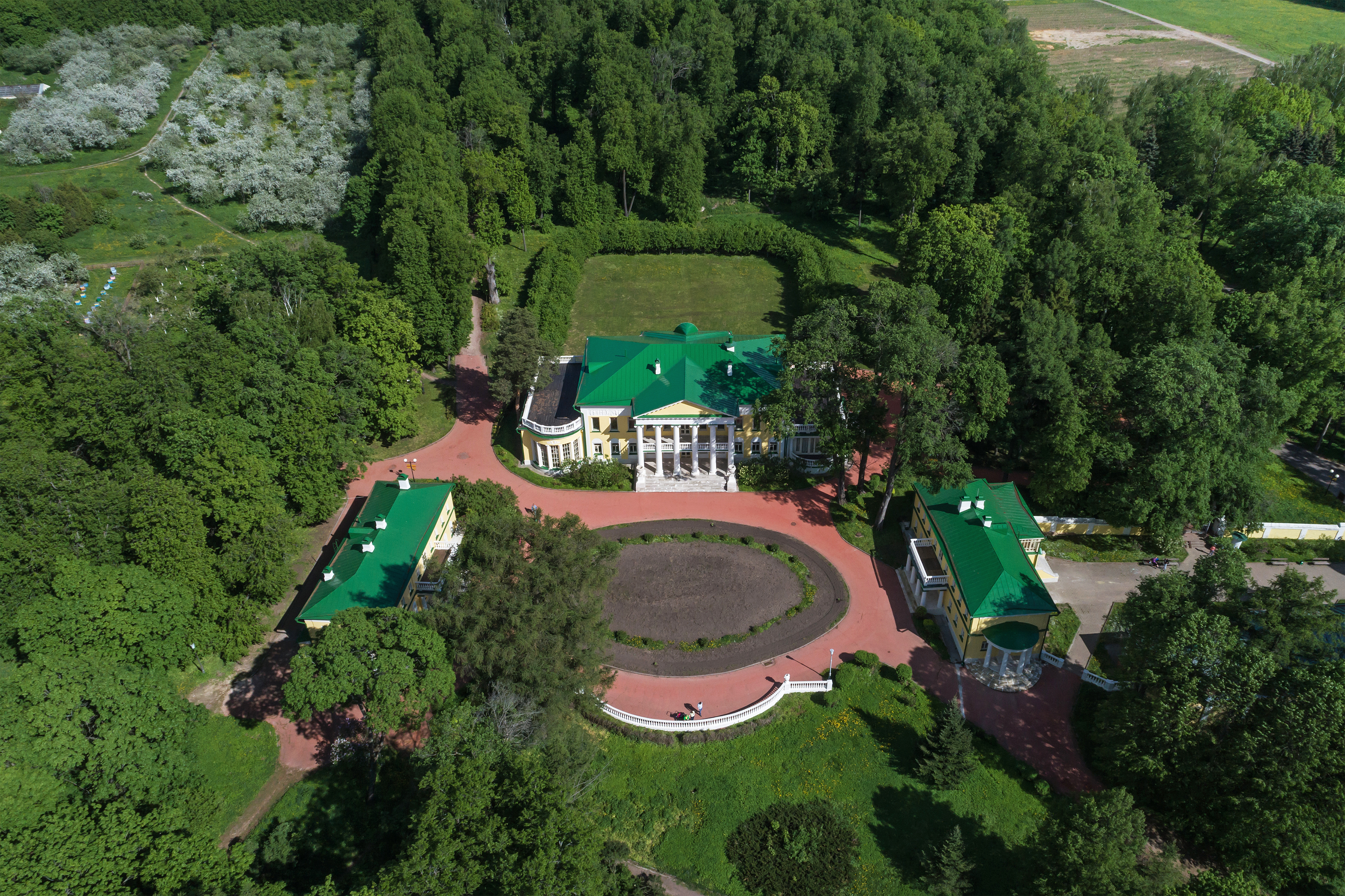
Vu aérienne du domaine.

Le domaine a souvent changé de propriétaire, passant de mains en mains, jusqu'à ce qu'il soit acheté par Zinaïda Grigorievna Rheinbott (veuve de Morozov, 1862-1905), épouse en secondes noces du général A. A. Rheinbott, chef de la police de Moscou. Le château est alors réaménagé et modernisé par Franz Schechtel qui lui donne en 1910 son aspect actuel et qui rajoute sur les côtés une véranda et un jardin d'hiver. Le petit étang est agrandi et l'on construit un petit pont, deux gloriettes et une grotte.
Lénine, malade, y a passé les dernières années de sa vie. Un bâtiment moderne en forme de cubes, construit à la fin de l'époque Brejnev (architecte Léonid Pavlov, 1987) près du parking, retrace sa vie, avec projections, films, etc.

## Musée

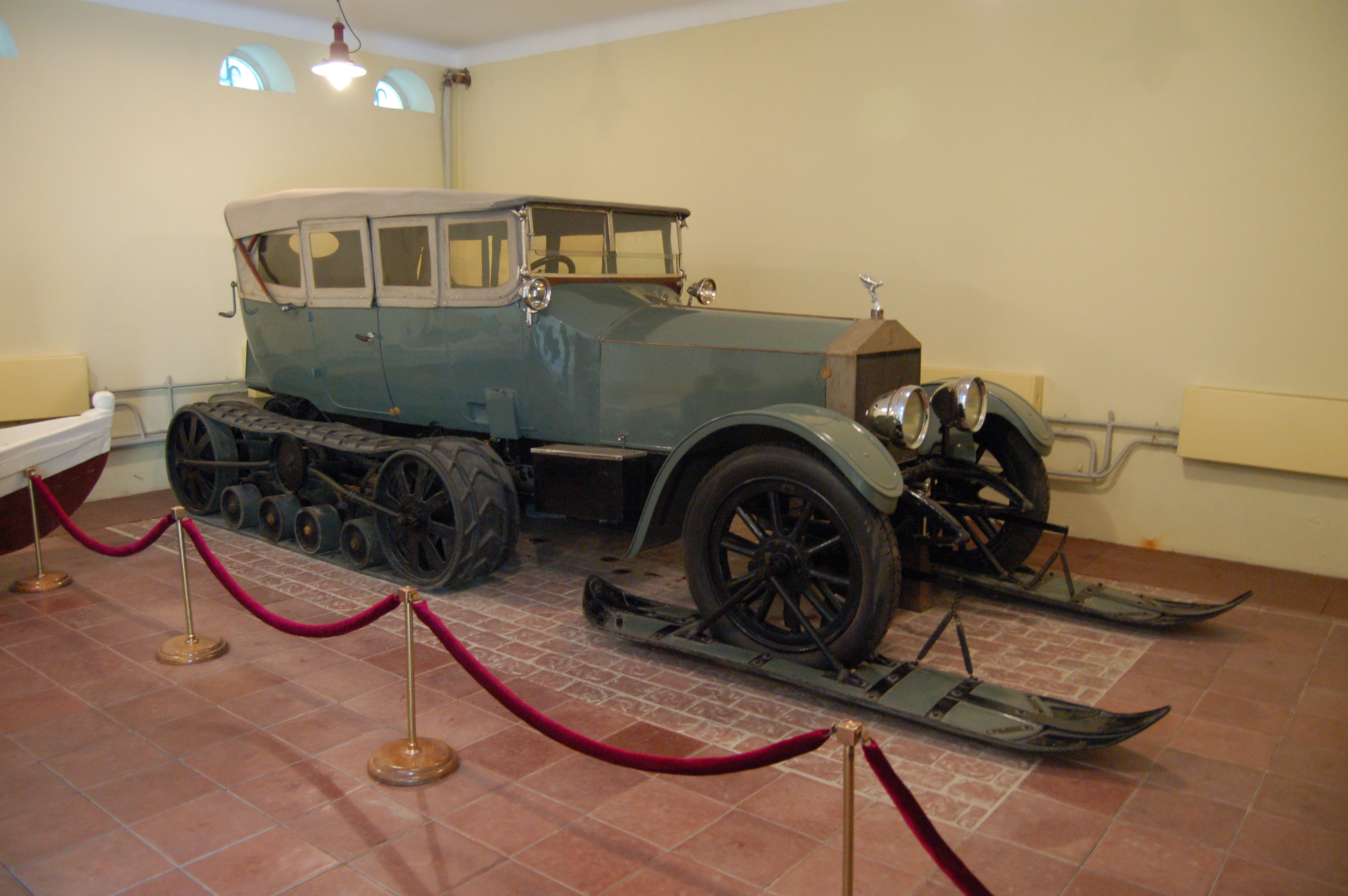
Rolls-Royce de 1916 de Lénine.

L'intérieur du manoir conserve un mobilier et un décor inchangé de l'époque des derniers propriétaires, d'objets et de meubles du XVIIIe au XIXe siècle, avec des objets personnels de la famille Oulianov. 
On y trouve aussi une Rolls-Royce Silver Ghost de 1916, acquise d'occasion pour Lénine en 1921 et modifiée par les travailleurs des usines Poutilov de Pétrograd afin d'y adapter skis et chenilles pour les mois d'hiver. Lénine l'utilisa pour ses déplacements quotidiens — une soixantaine de kilomètres par jour — dans les environs de Moscou et pour se rendre à Gorki, jusqu'à la fin de sa vie.
On remarque aussi des tableaux de Willem van Drulenburgh (1635-1677), Alix Duval (1848-), Émile Ménard (1862-1930), Alexandre Borissov (1866-1934), Sergueï Vinogradov (1869-1938), Vitold Bialynitski-Biroulia (1872-1957), Dmitri Martin (ru) (1860-1918), Marie Morozov (fille de Savva Morozov, 1890-1934), Ivan Raoulov (1828-1869), etc.
Le musée moderne consacré à l'exposition permanente sur la vie de Vladimir Ilitch Lénine présente des documents, manuscrits, photographies, affiches, insignes, drapeaux, etc. avec des documents signés de lui-même, et aussi de Staline, Zinoviev, Kamenev, Litvinov, Dzerjinski, Kropotkine, Trotski, Lounatcharski, etc., et des premiers révolutionnaires ou de membres du mouvement bolchévique, puis du gouvernement soviétique. Son bureau, tel qu'il était au Kremlin, est reconstitué.